# Grande salão

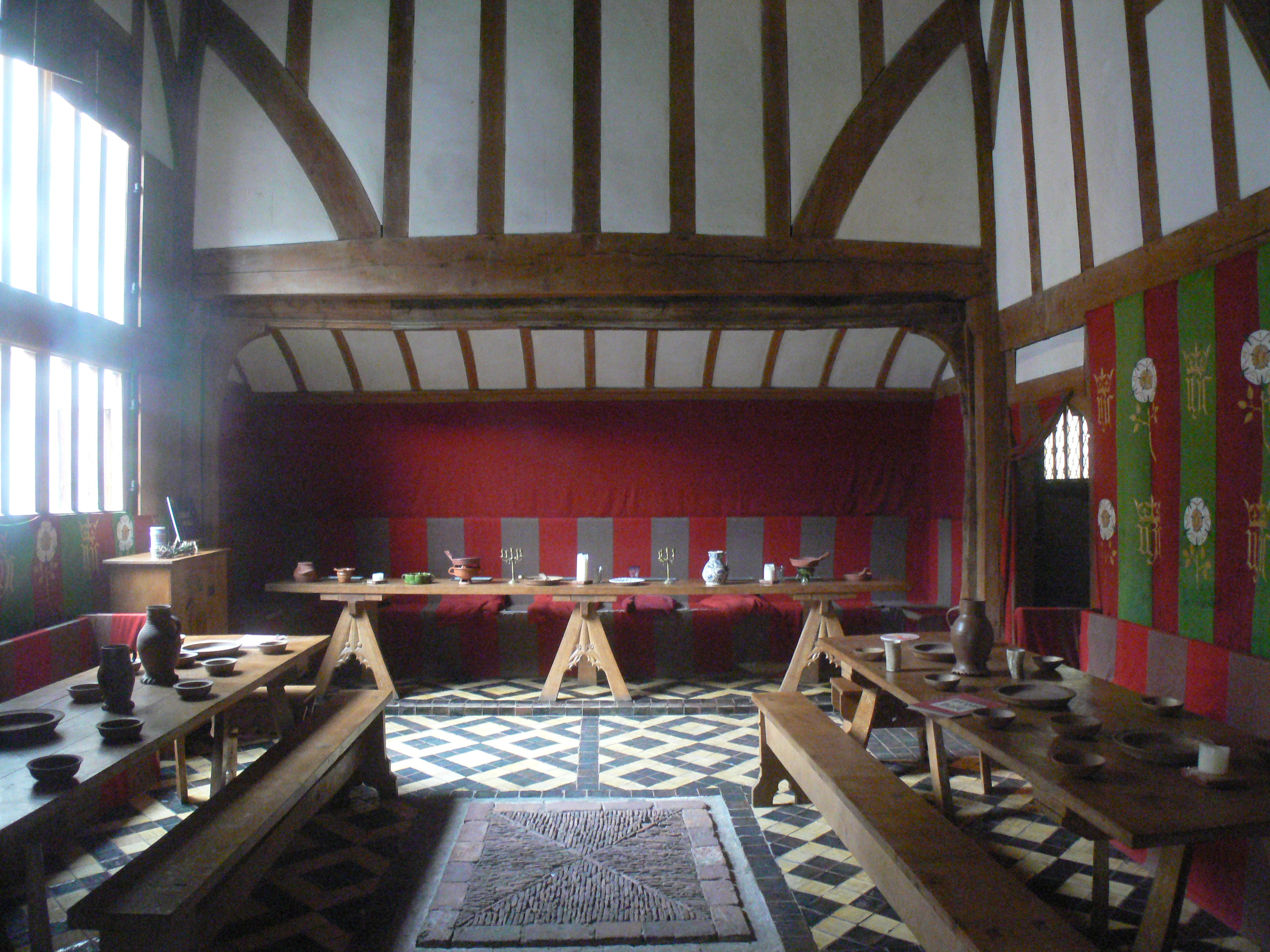
O Grande Salão em Barley Hall, York, restaurado para replicar sua aparência por volta de 1483

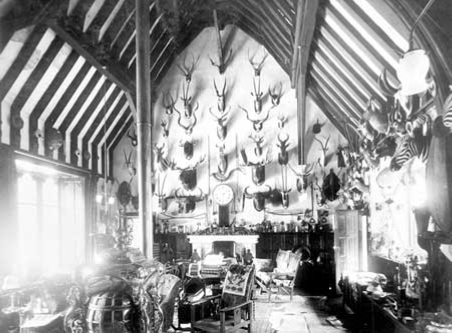
O grande salão da Abadia de Sutton Courtenay em 1906, repleto de troféus de caça

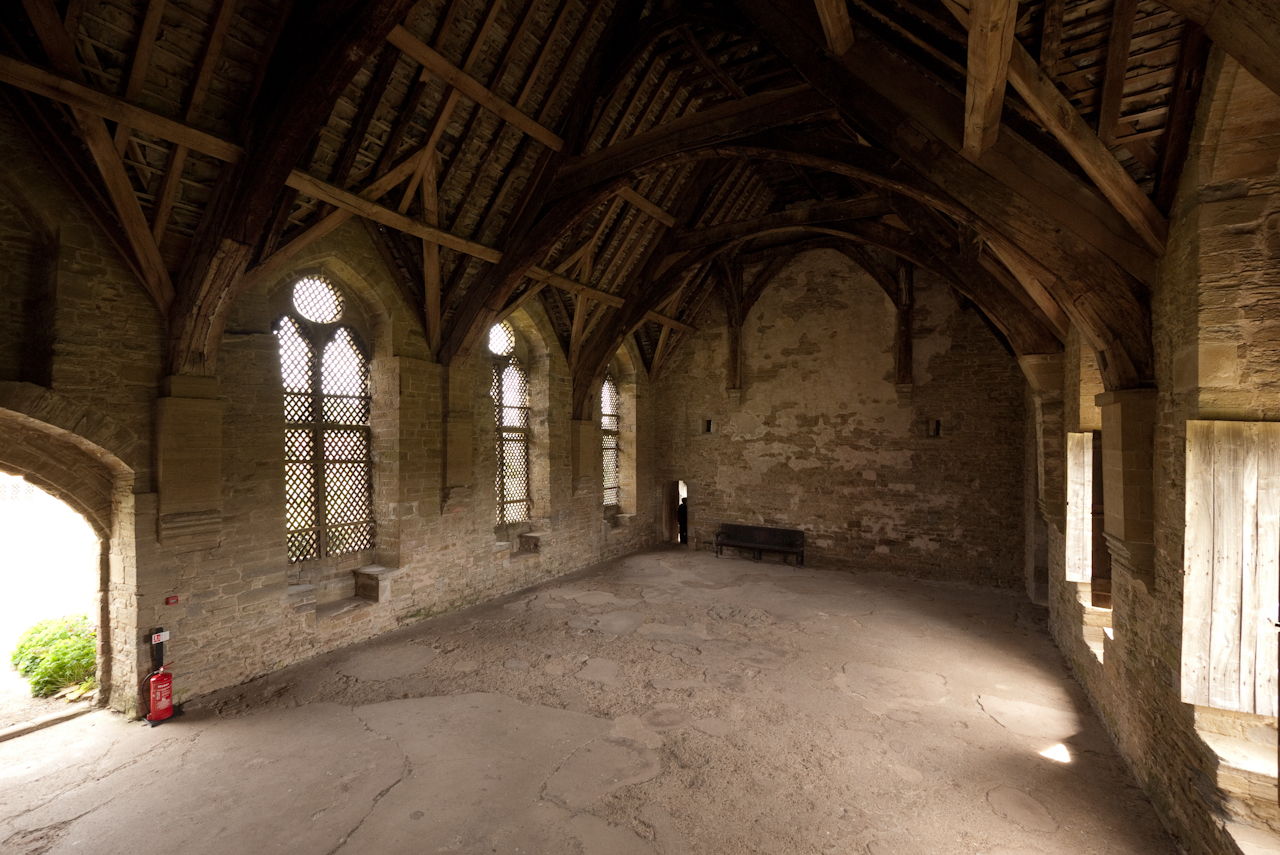
Grande Salão no Castelo de Stokesay

Um grande salão é a sala principal de um palácio real, castelo ou uma grande mansão ou casa senhorial na Idade Média. Ele continuou a ser construído nas casas de campo do século XVI e início do século XVII, embora naquela época a família usasse o grande aposento para comer e relaxar. Naquela época, a palavra "grande" significava simplesmente grande e ainda não havia adquirido suas conotações modernas de excelência. No período medieval, a sala seria simplesmente chamada de "salão", a menos que o edifício também tivesse um salão secundário. O termo "grande salão" tem sido usado principalmente para salas remanescentes desse tipo há vários séculos, para distingui-las dos outros tipos de salão encontrados em casas pós-medievais. Grandes salões foram encontrados principalmente na França, Inglaterra e Escócia, mas salas semelhantes também foram encontradas em alguns outros países europeus.
Um grande salão típico era uma sala retangular com comprimento entre uma vez e meia e três vezes mais largura, e também mais alta do que larga. A entrada era feita por uma passagem de telas em uma das extremidades e havia janelas nas laterais longas, muitas vezes incluindo uma grande janela saliente. Geralmente havia uma galeria de menestréis acima da passagem das telas. A passagem das telas era separada do salão por uma tela de madeira com duas aberturas. A parte da tela entre essas aberturas poderia ser móvel, como a do Rufford Old Hall. Na outra extremidade do salão ficava o estrado onde a mesa alta estava situada. O teto acima do estrado era frequentemente ornamentado para denotar seu status mais elevado. Os aposentos mais privados da família do lorde ficavam além do estrado do corredor, e a cozinha, a despensa ficavam no lado oposto da passagem das telas. A extremidade do estrado é geralmente chamada de extremidade "superior", e a extremidade das telas é chamada de extremidade "inferior".
Até mesmo as residências reais e nobres tinham poucas salas de estar até o final da Idade Média, e um grande salão era uma sala multifuncional. Era usado para receber convidados e era o lugar onde a família jantava junta, incluindo o dono da casa, seus criados e pelo menos alguns dos criados. À noite, alguns membros da família podiam dormir no chão do grande salão.

## História
Da queda do Império Romano ao Renascimento, o salão estava no coração dos complexos residenciais. Os primeiros exemplos eram feitos de madeira e desapareceram, sendo conhecidos apenas por fontes documentais como Beowulf e escavações. Arqueólogos descobriram salões anglo-saxões dos mais altos níveis sociais nos palácios de Yeavering (Northumberland) e Cheddar (Somerset). Os salões de ambos os palácios tinham 37 metros de comprimento, sendo o de Yeavering do século VII e o de Cheddar (o primeiro de vários) do século IX. Os salões saxões normalmente tinham corredores e, ocasionalmente, paredes laterais arqueadas na planta. Naquela época, o salão era apenas a maior de várias estruturas separadas, e não mais uma sala dentro de um único edifício. A partir dos tempos saxões posteriores, o plano senhorial padrão começou a emergir - o salão escavado do século X em Sulgrave (Northamptonshire) tem uma extremidade 'alta' definida com uma ala de câmara de pedra anexa e uma extremidade 'baixa' com uma passagem transversal, serviços e cozinha separada. No final do século X, salões de pedra no primeiro andar começaram a ser construídos na França e na Inglaterra, em parte por razões de segurança. Esta forma se tornaria a base da torre de menagem. Exemplos podem ser vistos no Castelo de Langeais (França), no castelo de Richmond (Inglaterra) e no Castelo de Chepstow (País de Gales), bem como na Tapeçaria de Bayeux. Muitos grandes salões térreos com corredores foram construídos na Inglaterra após a Conquista Normanda, como a sala principal da nova sociedade feudal. O maior foi o do Palácio de Westminster, construído por William Rufus como cenário para eventos reais seculares. Até mesmo os salões do térreo passaram a ser cada vez mais construídos em pedra, à medida que o material se tornou mais amplamente disponível, embora em áreas densamente florestadas a madeira continuasse sendo o material de escolha. A partir do século XIII, técnicas de carpintaria aprimoradas permitiram que os telhados se estendessem por distâncias maiores, eliminando a necessidade de corredores e, por volta de 1300, a planta padrão do salão com o estrado e a grande câmara na extremidade superior e a entrada, telas de passagem e serviços na extremidade inferior tornou-se comum. Após esse período, a função do salão começou a se restringir a apenas um espaço de jantar e circulação, e os desenvolvimentos arquitetônicos refletiram isso, com o surgimento da lareira de parede e da janela saliente (também conhecida como sacada), criando uma câmara mais agradável e especializada. Antigamente, considerava-se que o declínio do salão começou com o declínio do feudalismo no século XIV. Estudos mais recentes, no entanto, são da opinião de que o grande salão manteve a vitalidade até o século XVI, com muitos dos salões mais impressionantes sendo posteriores, como os do Palácio de Eltham (1475-80) e Hampton Court (1532-35).

## Detalhe arquitetônico

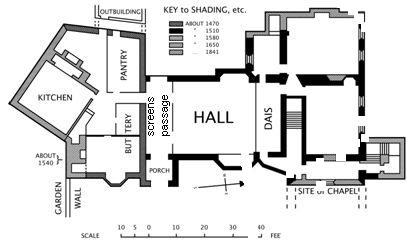
Planta do Horham Hall, incluindo uma passagem de telas, saindo da varanda de entrada; um estrado; uma janela saliente. A escada principal fica no final do estrado, e o corredor ocupa toda a altura da casa de dois andares

O salão originalmente tinha uma lareira central, com a fumaça subindo por uma abertura no teto. Exemplos podem ser vistos no Castelo de Stokesay e no Castelo de Ludlow. Chaminés foram adicionadas mais tarde, e então o local teria uma das maiores lareiras do palácio, mansão ou castelo, frequentemente grande o suficiente para se caminhar ou ficar em pé dentro dela. Onde havia uma lareira na parede, ela geralmente ficava no final do salão, próximo à janela saliente, como no Castelo Raglan, para que o senhor pudesse obter mais calor e luz. A lareira era usada para aquecimento e também para cozinhar parte da comida, embora a maioria das casas tivesse uma cozinha dedicada à maior parte da comida. A lareira normalmente tinha uma elaborada cobertura com entalhes em pedra ou madeira ou trabalhos em gesso que podiam conter brasões, lemas heráldicos (geralmente em latim), cariátides ou outros adornos. Nos salões superiores das mansões francesas, as lareiras eram geralmente muito grandes e elaboradas.
O grande salão normalmente tinha as melhores decorações, assim como nas molduras das janelas da parede externa. Muitas mansões francesas têm molduras de janelas externas muito bem decoradas nas grandes janelas com parteluzes que iluminam o salão. Esta decoração marcava claramente a janela como pertencente ao salão privado do senhor. Era onde os hóspedes dormiam.

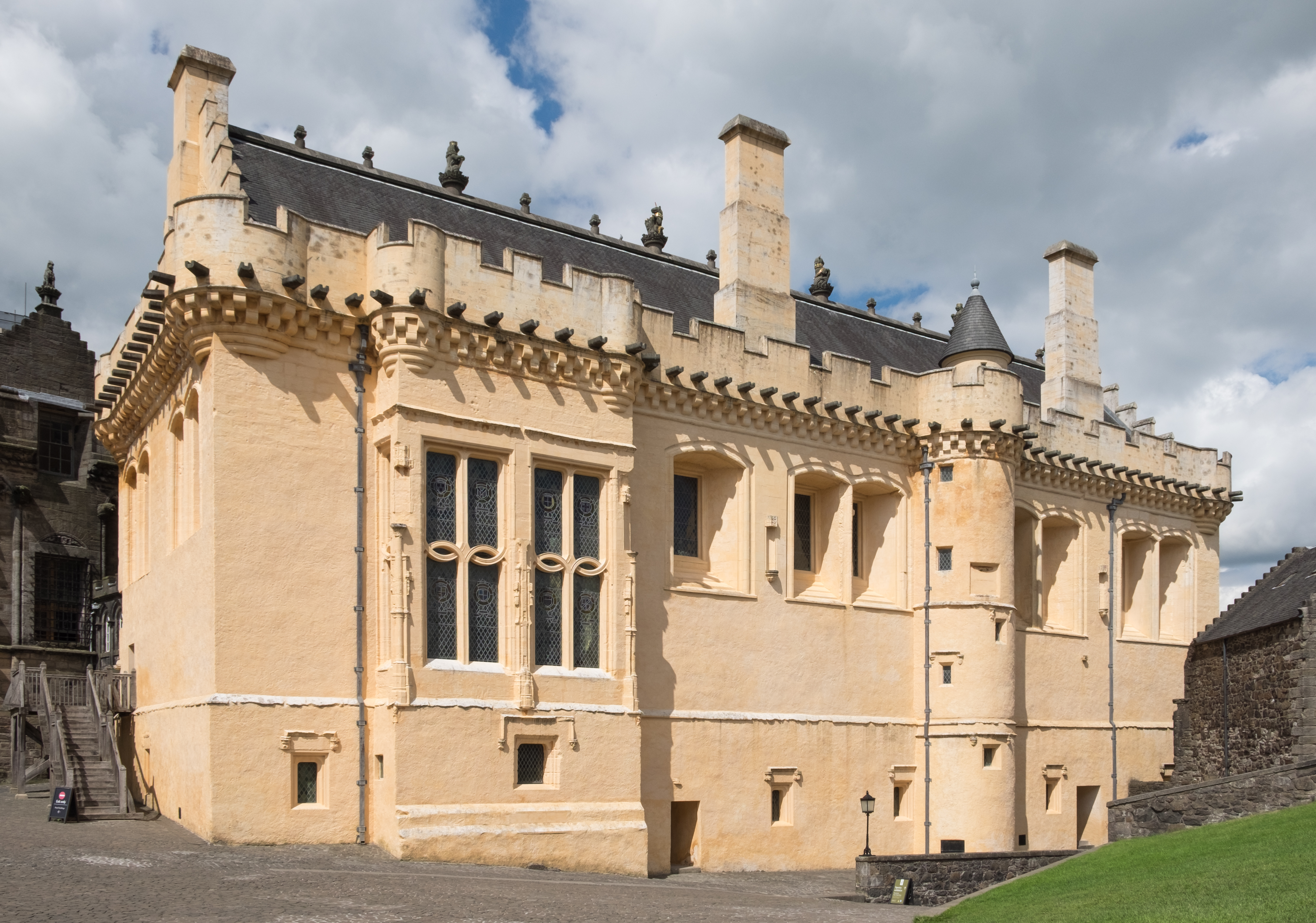
O Grande Salão no Castelo de Stirling construído para Jaime IV. As janelas maiores iluminavam a mesa alta

No oeste da França, as primeiras casas senhoriais eram centralizadas em um salão no andar térreo. Mais tarde, o salão reservado ao senhor e seus convidados de alto escalão foi transferido para o primeiro andar. Isto era chamado de salle haute ou salão superior (ou "sala alta"). Em algumas das maiores casas senhoriais de três andares, o salão superior era tão alto quanto o telhado do segundo andar. O salão térreo menor ou salle basse permaneceu, mas era para receber convidados de qualquer ordem social. É muito comum encontrar esses dois salões sobrepostos, um sobre o outro, em grandes casas senhoriais na Normandia e na Bretanha. O acesso do salão térreo ao salão superior (grande) normalmente era feito por uma torre de escada externa. O salão superior geralmente continha o quarto do senhor e os aposentos de estar em uma das extremidades.
Na Escócia, seis móveis comuns estavam presentes no salão do século XVI: a mesa alta e o assento principal; mesas laterais para outros; o armário e o prato de prata; o lustre pendurado, frequentemente chamado de 'chifre de veado feito de chifre; armas ornamentais, geralmente uma alabarda; e o pano e a toalha usados para jantar.
Ocasionalmente, o grande salão tinha um sistema de escuta antecipada, permitindo que as conversas fossem ouvidas no quarto do lorde, no andar de cima. Na Escócia, esses dispositivos são chamados de laird's lug. Em muitas mansões francesas, há pequenos orifícios pelos quais o senhor pode observar o que está acontecendo no salão. Esse tipo de olho mágico escondido é chamado de judas em francês. Na Inglaterra, essa abertura é chamada de squint e há duas conectando o salão e a grande câmara no Castelo de Stokesay.

## Exemplos

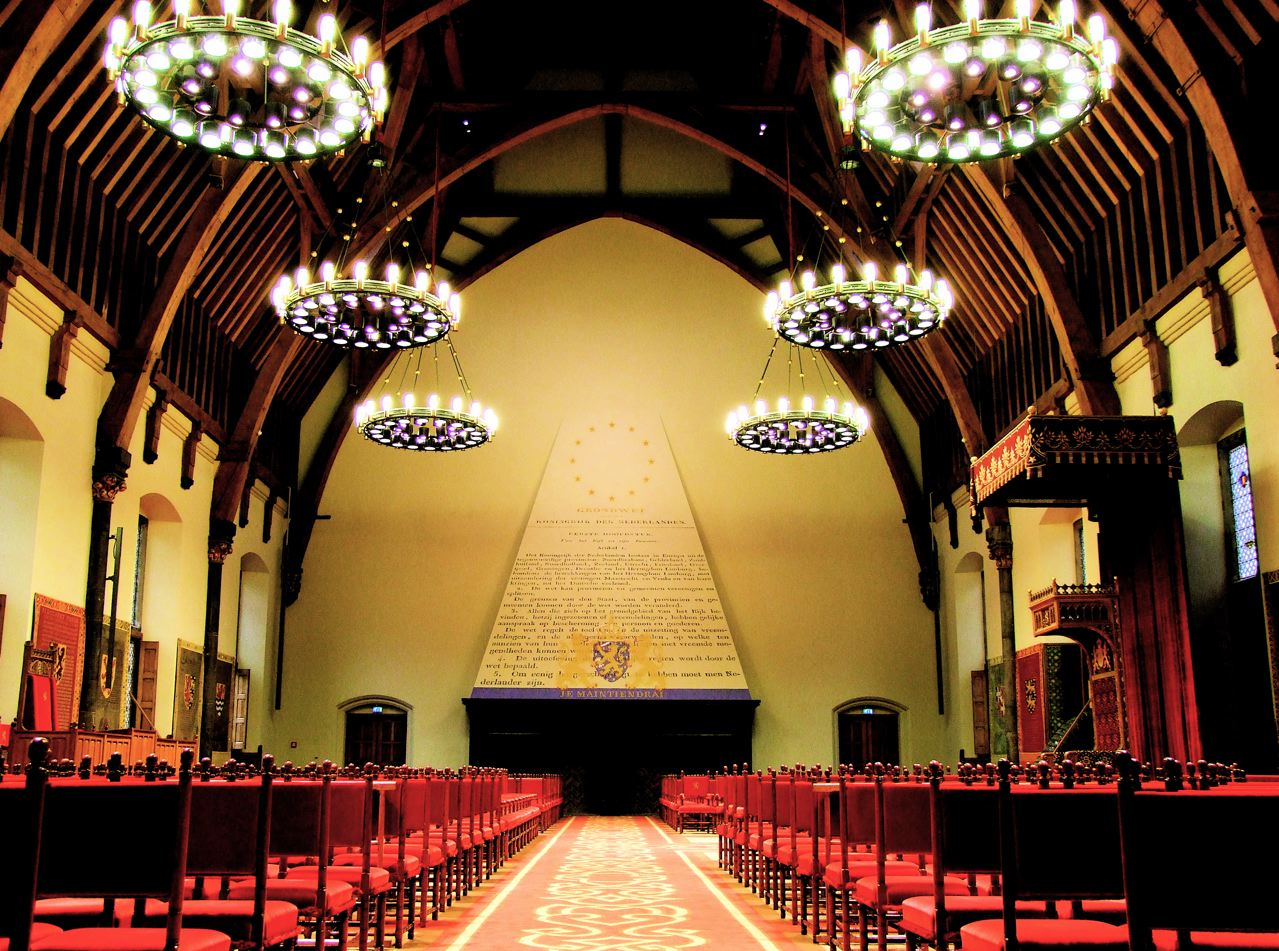
O Ridderzaal em Haia é o edifício principal da praça interna do século XIII do antigo castelo dos condes da Holanda, chamado Binnenhof

Muitos grandes salões ainda existem até hoje. Três grandes salões reais sobreviventes são o Palácio de Westminster, o Ridderzaal em Binnenhof e o Vladislav Hall no Castelo de Praga (embora este último tenha sido usado apenas para eventos públicos e nunca como um grande salão). Penshurst Place, em Kent, Inglaterra, tem um exemplo pouco alterado do século XIV, e Great Chalfield Manor tem um exemplo igualmente intacto do século XV. No mesmo nível de uma casa de campo, um salão restaurado do século XV pode ser visto na Bayleaf Farmhouse, agora no Weald and Downland Living Museum. Existem numerosos exemplares sobreviventes do século XVI e início do século XVII na Grã-Bretanha, por exemplo, os do Palácio de Eltham (Inglaterra), Longleat House (Inglaterra), Deene Park (Inglaterra), Burghley House (Inglaterra), Bodysgallen Hall (País de Gales), Castelo Darnaway (Escócia), Castelo de Muchalls (Escócia) e Castelo de Crathes (Escócia). Há vários exemplos de ruínas, principalmente no Palácio de Linlithgow (Escócia), no Castelo de Kenilworth (Inglaterra) e no Castelo de Raglan (País de Gales).

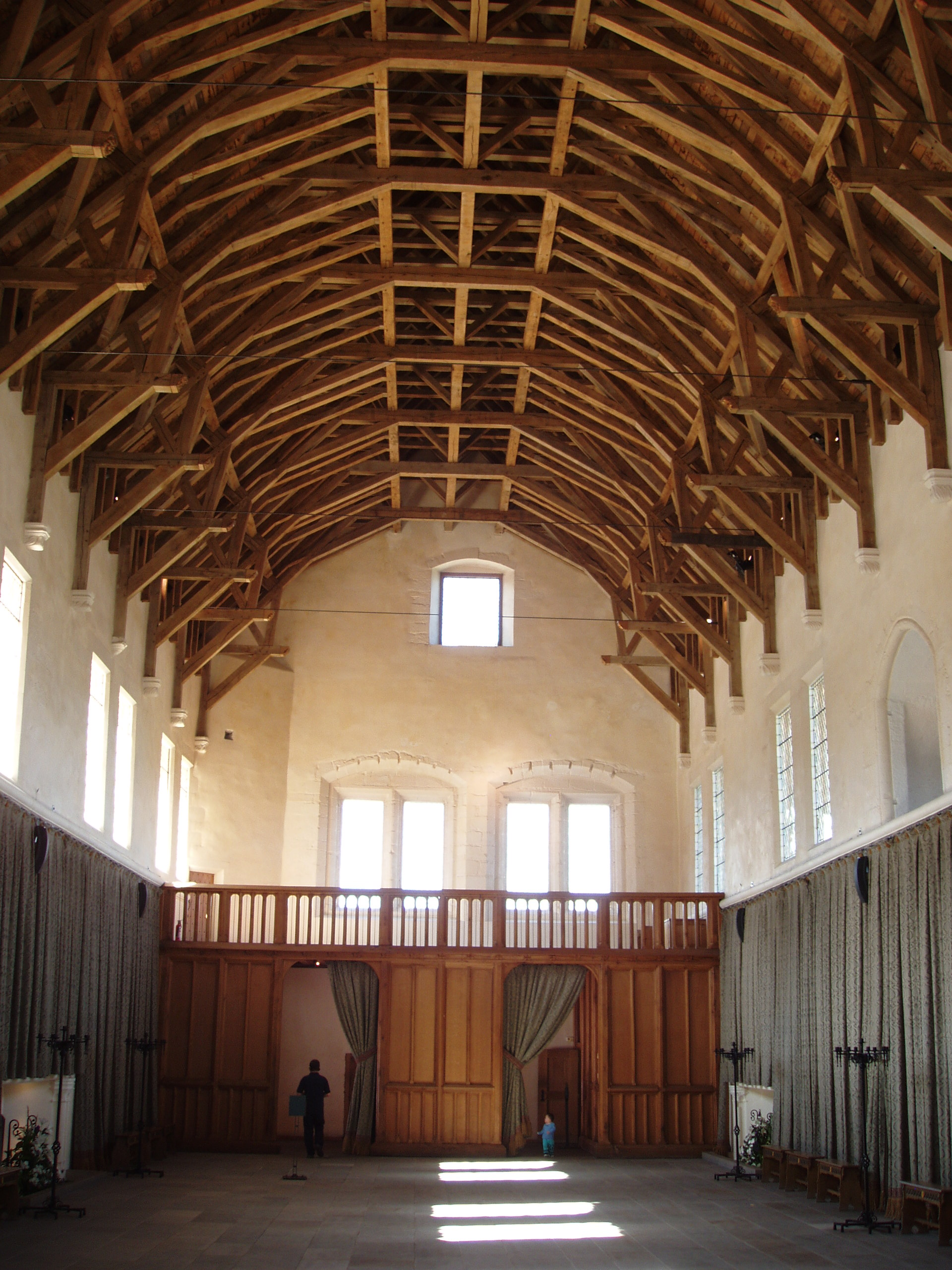
Grande Salão do Castelo de Stirling, Escócia, vista para o norte mostrando a passagem das telas, com a galeria dos menestréis acima

## Sobrevivência
O modelo doméstico e monástico aplicado às instituições colegiais durante a Idade Média. Algumas faculdades universitárias, incluindo Merton College (1277), Peterhouse (1290), University College, Durham (entre 1284 e 1311, originalmente para o Bispo de Durham), Trinity Hall (1350), e New College (século 14), têm salões medievais que ainda são usados como salas de jantar diariamente; muitas outras faculdades têm salões posteriores construídos em um estilo medieval semelhante, assim como as Inns of Court e as Livery Companies em Londres . A "mesa alta" (geralmente em um pequeno estrado ou palco no topo do salão, o mais distante possível da passagem das telas) acomoda os professores (nas universidades) e os Mestres do Tribunal (nas Estalagens da Corte), enquanto os estudantes (nas universidades) e os advogados ou estudantes (nas Estalagens da Corte) jantam em mesas dispostas em ângulos retos em relação à mesa alta e dispostas ao longo do salão, mantendo assim o arranjo hierárquico da casa medieval, monástica ou colegiada. Várias escolas e instituições fundadas mais recentemente têm salões e refeitórios baseados em grandes salões medievais ou refeitórios monásticos.

## Declínio e renascimento
A partir do século XV, os salões perderam a maior parte das suas funções tradicionais para salas mais especializadas, primeiro para os membros da família e convidados da grande câmara e parlor, salas de estar e, mais tarde, para os criados que finalmente conseguiram o seu próprio salão de criados para comer e quartos de criados em sótãos ou caves). No final do século XVI, o grande salão começou a perder o seu propósito. A crescente centralização do poder nas mãos reais significava que homens de boa posição social estavam menos inclinados a servir um senhor para obter sua proteção, e assim o tamanho da família nobre interna diminuiu.
À medida que a distância social entre senhor e servo aumentava, a família se retirava, geralmente para o primeiro andar, para quartos privados. Na verdade, os servos normalmente não tinham permissão para usar as mesmas escadas que os nobres para acessar o grande salão dos castelos maiores nos primeiros tempos.[carece de fontes?] e escadas de serviço ainda estão presentes em lugares como o Castelo de Muchalls. Outras salas de recepção e de estar em casas de campo tornaram-se mais numerosas, especializadas e importantes e, no final do século XVII, os corredores de muitas casas novas eram simplesmente vestíbulos, usados para chegar a algum outro lugar, mas não eram habitados. Vários grandes salões como o do Bank Hall em Lancashire foram reduzidos para criar duas salas. A partir do século XVI, tornou-se comum inserir um piso nos salões menores para criar um hall de entrada inferior e uma espaçosa câmara no primeiro andar.
Os salões das casas de campo e palácios do final dos séculos XVII, XVIII e XIX geralmente funcionavam quase que exclusivamente como pontos de entrada impressionantes para a casa e para entretenimento em grande escala, como no Natal, para dançar ou quando uma companhia itinerante de atores se apresentava. Com a chegada de salões de baile e salas de música dedicadas às casas maiores no final do século XVII, essas funções também foram perdidas. Os grandes salões que sobreviveram geralmente se devem ao uso institucional contínuo, especialmente como sala de tribunal. Essa mudança de uso preservou os salões dos castelos de Winchester, Oakham e Leicester. Outros salões, como o do Palácio de Eltham, permaneceram de pé em estado de abandono, como celeiros. Houve um renascimento do conceito de grande salão no final do século XIX e início do século XX, com grandes salões usados para banquetes e entretenimento (mas não como locais de alimentação ou de dormir para os criados), aparecendo em algumas casas desse período como parte de um renascimento medieval mais amplo, por exemplo, Thoresby Hall. Alguns salões medievais também foram restaurados do abandono ou da ruína, como o do Palácio de Mayfield, que agora serve à Escola Mayfield.

## Na cultura popular
- Na franquia de livros, filmes e videogames Harry Potter, o Grande Salão de Hogwarts é o local de refeições, festas, assembleias e cerimônias de premiação.[18]
- O Grande Salão do Castelo de Winchester é um local importante na história britânica; foi o local do julgamento de Walter Raleigh e parcialmente dos Julgamentos Sangrentos e também contém uma Távola Redonda Arturiana imitativa bem preservada.